# Ardisia cockburniana
Ardisia cockburniana är en viveväxtart som beskrevs av C.M.Hu. Ardisia cockburniana ingår i släktet Ardisia och familjen viveväxter. Inga underarter finns listade i Catalogue of Life.